# Oratosquillina pentadactyla
Oratosquillina pentadactyla is een bidsprinkhaankreeftensoort uit de familie van de Squillidae. De wetenschappelijke naam van de soort is voor het eerst geldig gepubliceerd in 1978 door Manning.